# El Rosario (Kolumbia)
El Rosario – miasto w Kolumbii, w departamencie Nariño.